# Natação nos Jogos Olímpicos de Verão de 2008 - Qualificação
Cada Comitê Olímpico Nacional (CON) pode inscrever 2 atletas classificados em cada evento individual se cada um possui padrão A, ou 1 atleta por evento se possuir o padrão B. Cada CON pode também inscrever o máximo de 1 time para cada evento de revezamento. CONs podem inscrever nadadores may enter swimmers independentemente do tempo (1 nadador por sexo) se o CON não tiver nadadores classificados do padrão B.
O periodo qualificatório deve ser obtido nos torneios de cada continente e competições internacionais aprovadas pela FINA no período de 15 de Março de 2007 a 15 de Julho de 2008. 
Os padrões de qualificação da FINA são os seguintes:
| Eventos                 | Masculino A | Masculino B | Feminino A | Feminino B |
| ----------------------- | ----------- | ----------- | ---------- | ---------- |
| 50 m Livre              | 00:22.35    | 00:23.13    | 00:25.43   | 00:26.32   |
| 100 m Livre             | 00:49.23    | 00:50.95    | 00:55.24   | 00:57.17   |
| 200 m Livre             | 01:48.72    | 01:52.53    | 01:59.29   | 02:03.47   |
| 400 m Livre             | 03:49.96    | 03:58.01    | 04:11.26   | 04:20.05   |
| 800 m Livre             | -           | -           | 08:35.98   | 08:54.04   |
| 1500 m Livre            | 15:13.16    | 15:45.12    | -          | -          |
| 100 m Costas            | 00:55.14    | 00:57.07    | 01:01.70   | 01:03.86   |
| 200 m Costas            | 01:59.72    | 02:03.91    | 02:12.73   | 02:17.38   |
| 100 m Costas            | 01:01.57    | 01:03.72    | 01:09.01   | 01:11.43   |
| 200 m Costas            | 02:13.69    | 02:18.37    | 02:28.21   | 02:33.40   |
| 100 m Borboleta         | 00:52.86    | 00:54.71    | 00:59.35   | 01:01.43   |
| 200 m Borboleta         | 01:57.67    | 02:01.79    | 02:10.84   | 02:15.42   |
| 200 m Medley Individual | 02:01.40    | 02:05.65    | 02:15.27   | 02:19.97   |
| 400 m Medley Individual | 04:18.40    | 04:27.44    | 04:45.08   | 04:55.06   |

Nas competições de revezamento os 12 melhores atletas do Campeonato Mundial de Esportes Aquáticos de 2007 serão classificados. Os 4 outros times serão escolhidos de acordo com o período de qualificação da Federação Internacional de Natação (FINA). 

## Maratona aquática
Cada nação pode inscrever 2 maratonistas aquáticos por evento. A prova é de natação de águas abertas.

### Maratona 10km masculina
| Evento                                        | Local         | Data                 | Vagas |
| --------------------------------------------- | ------------- | -------------------- | --- |
| Campeonato Mundial de Natação FINA            | Sevilha       | 29 Abr - 4 Mai, 2008 | Vladimir Dyatchin David Davies Thomas Lurz Maarten van der Weijden Evgeny Drattsev Ky Hurst Mark Warkentin Valerio Cleri Gianniotis Spridon Brian Ryckeman |
| Torneios continentais                         | -             | -                    | Gilles Rondy Luis Escobar Mohamed El Zanaty Saleh Mohammad                                                                                                 |
| País-Sede                                     | China*        |                      | |
| Classificatória olímpica de maratona aquática | Pequim, China | 31 Mai - 1 Jun, 2008 | 9 ou 10 melhores colocados |
| Total                                         |               |                      | 25 atletas |

* Se a China classificar dois atletas no Campeonato Mundial, ou um atleta no torneio continental da Asia a entrada automática será adicionada ao pais a ser alocado na Classificatória olímpica de maratona aquática.

### Maratona 10km feminina
| Evento                                        | Local         | Data                 | Vagas |
| --------------------------------------------- | ------------- | -------------------- | --- |
| Campeonato Mundial de Natação FINA            | Sevilha       | 29 Abr - 4 Mai, 2008 | Larisa Ilchenko Cassandra Patten Yurema Requena Natalie Du Toit Jana Pechanova Poliana Okimoto Angela Maurer Keri Anne Payne Aurelie Muller Ana Marcela Cunha |
| Torneios continentais                         | -             | -                    | Edith van Dijk Fang Yanqiao Andreina Pinto Melissa Gorman |
| País-Sede                                     | China*        |                      | |
| Classificatória olímpica de maratona aquática | Pequim, China | 31 Mai - 1 Jun, 2008 | 9 ou 10 melhores colocados |
| Total                                         |               |                      | 25 atletas |

* Se a China classificar dois atletas no Campeonato Mundial, ou um atleta no torneio continental da Asia a entrada automática será adicionada ao pais a ser alocado na Classificatória olímpica de maratona aquática.